# ウイリアム・ポーグ

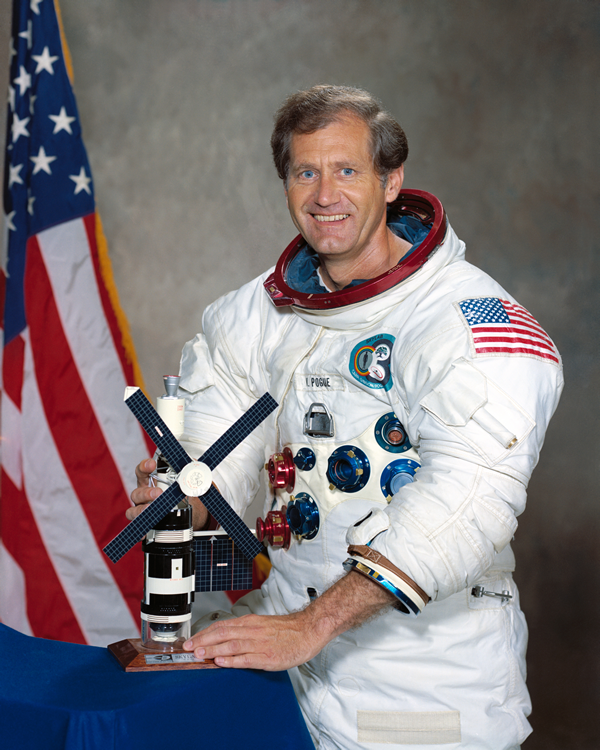
ウィリアム・ポーグ

ウィリアム・ポーグ (William Reid Pogue, 1930年1月23日 – 2014年3月3日) はアメリカ合衆国の宇宙飛行士であり、テストパイロットである。また教師、演説家、作家としても活躍した。

## 生い立ち
ポーグは1930年1月23日オクラホマ州オケマー (Okemah) で、同州サンドスプリングス (Sand Springs) に住むアレックス・W・ポーグ夫妻の息子として生まれた。ポーグ家は先住民族であるチョクトー族の子孫であったアレックス夫妻は三人の子を儲け、ウィリアム少年はランニングやパドルボール、ウォールハンドボールなどのスポーツに励んだ。また本棚作りなども趣味にしていた。

### 教育
ポーグは初等教育・中等教育を地元のオクラホマで受け、1951年に中等教育での理学学士号をオクラホマ・バプティスト大学で、1960年に数学の修士号をオクラホマ州立大学で得た。また1974年にオクラホマ・バプティスト大学で名誉学位を授与された。

### 飛行経験
ポーグは1951年に空軍の兵籍に入り、1952年に将校に任官した。朝鮮戦争では1953年から1954年まで 第5空軍に所属し、戦闘爆撃機による攻撃に従事した。1955年から1957年までは空軍のアクロバットチームであるサンダーバーズに所属し、単独飛行または「スロット・パイロット (slot pilot)」と呼ばれる第四番目の飛行士を務めた。
アメリカおよびイギリスの50機種以上の航空機の操縦に熟達し、民間航空機の指導教官の資格を得た。1960年から1963年まではコロラドスプリングスの 空軍士官学校で数学の助教授を務めた。1965年9月には英国ハンプシャー州ファーンボロー (Farnborough) の帝国テストパイロット学校を卒業した後、アメリカ空軍とイギリス空軍の交換プログラムにより英国航空省で2年間テストパイロットを務めた。
1965年10月からはカリフォルニア州エドワーズ空軍基地のテストパイロット養成学校で教官を勤め、その後大佐としてジョンソン宇宙センターに赴任した。
飛行経験時間は7,200時間で、そのうち4,200時間はジェット機の操縦時間、2,017時間は宇宙飛行の時間である。

### NASAでの経験
1966年4月、アポロ計画の19人の宇宙飛行士の中の一人に選ばれ、アポロ7号、11号、14号では支援搭乗員を務めた。19号では司令船操縦士を務めることになっていたがNASAがアポロ計画を17号で中止したため、ポーグと19号のもう一人の飛行士ジェラルド・カー (Gerald Carr) はアメリカ初の宇宙ステーションであるスカイラブで飛行することになった。

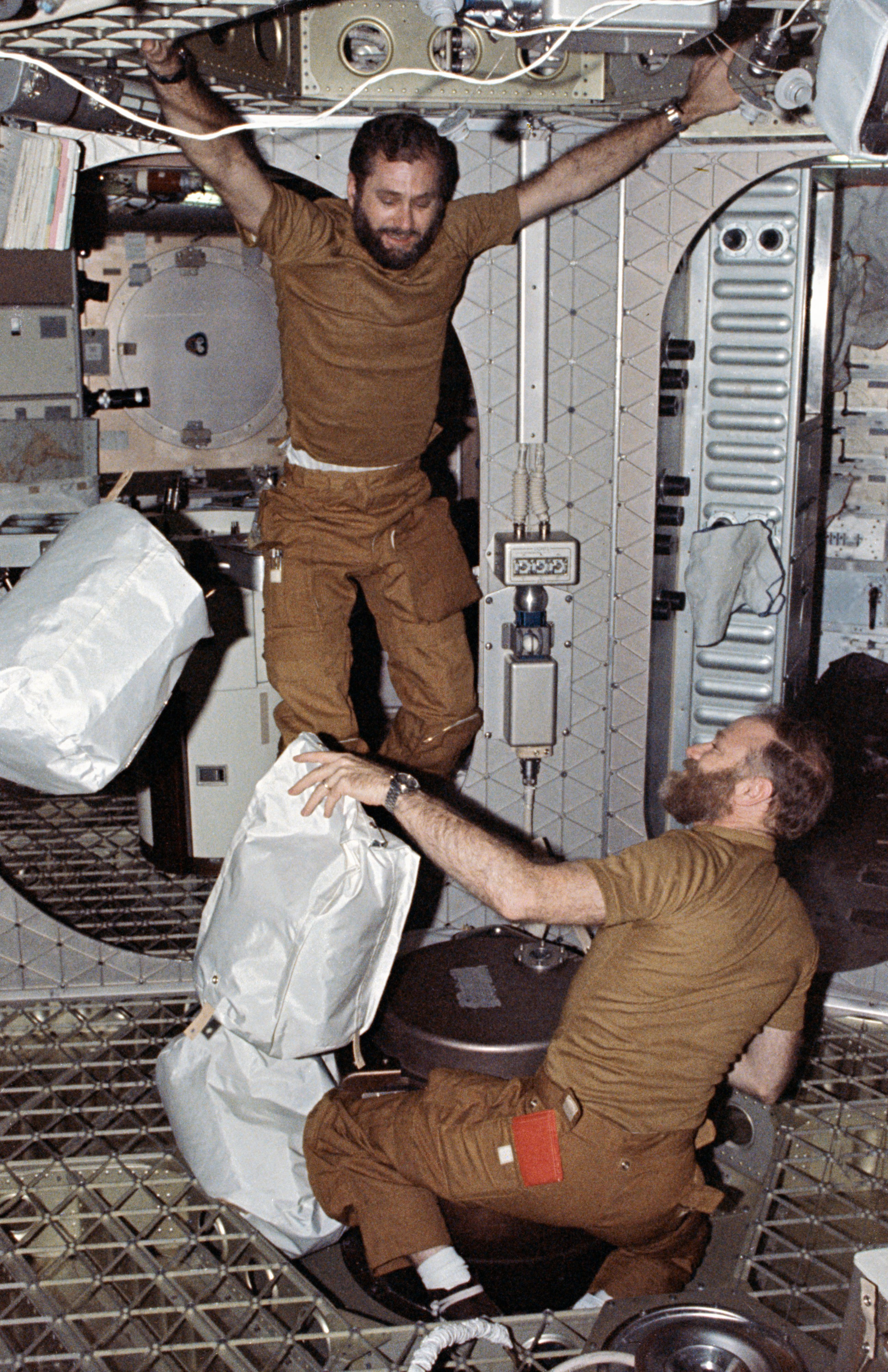
スカイラブ4号で、ゴミ袋を投棄するポーグ (左) とカー

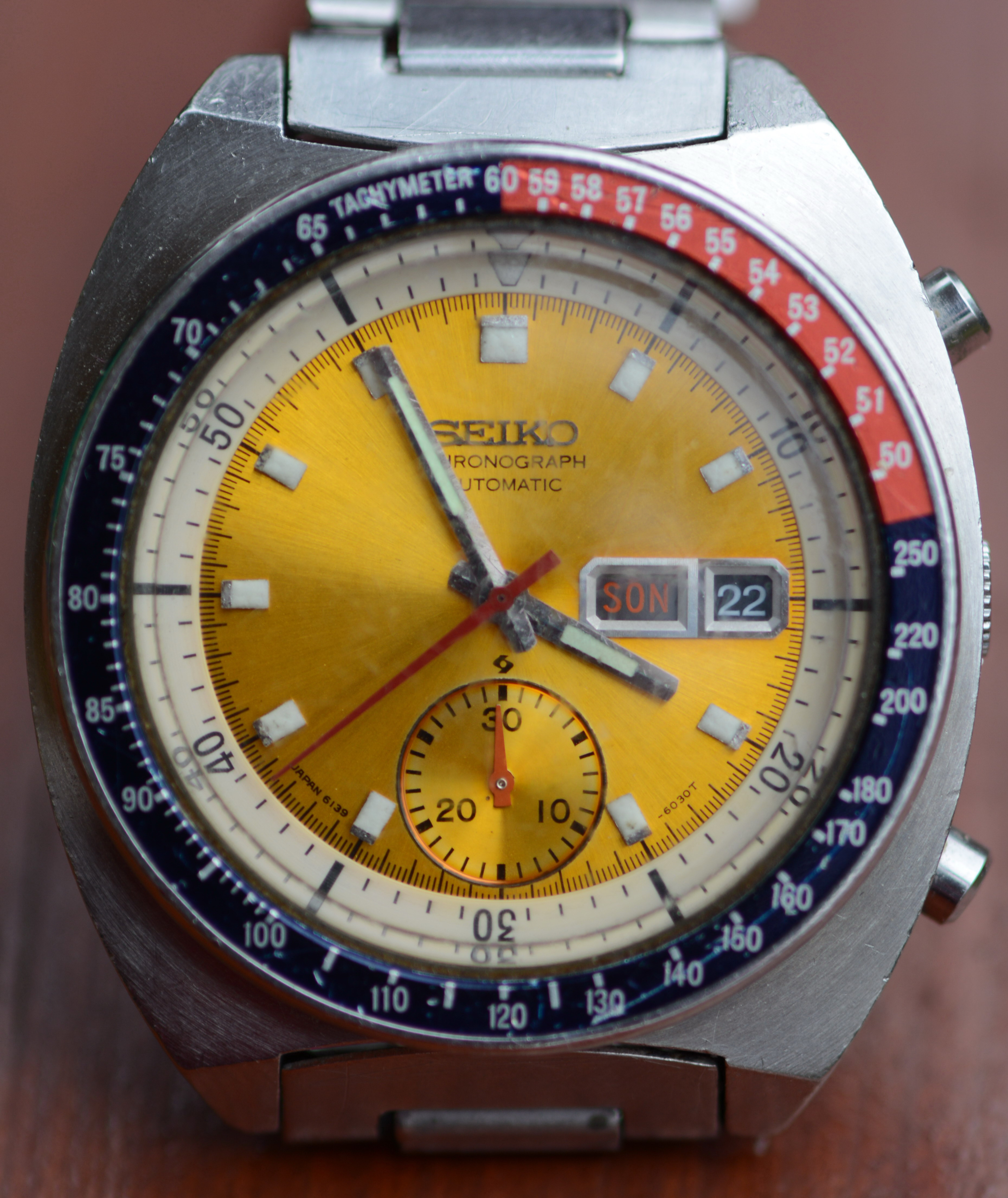
スカイラブ4号でポーグが使用した、“セイコー・オートマチック・クロノグラフ Cal.6139”。いわゆる「ポーグのセイコー」と呼ばれているモデルで、宇宙で初めて使用された自動クロノグラフである

1973年11月16日、ポーグはスカイラブ4号の飛行士としてケネディ宇宙センターからサターンIB型ロケットで打ち上げられ、1974年2月8日に帰還した。4号はスカイラブ計画の3度目の飛行であり、同計画の最後を飾るものであった。この飛行での宇宙での滞在日数は84日と1時間15分となり、当時の世界最長記録を達成した。またポーグとカーおよびもう一人の飛行士である科学者のエドワード・ギブソン (Edward Gibson) は、3,450万マイル (5,554万5,000km) という飛行距離の記録も打ち立てた。地球を1,214周する間に、彼らは56の検証実験と26の実証実験、15の構造解析試験、13の子供たちから提案された実験などを行った。
またスカイラブの探査カメラやセンサー郡を用いて地球資源の調査をし、さらにスカイラブ望遠鏡を使用して太陽の活動に関する338時間に及ぶ広範囲な観測を行った。また2回の船外活動を行い、活動時間は13時間31分に達した。
1975年9月1日、NASAと空軍から引退した後は航空宇宙産業におけるフリーのコンサルタントとなり、また宇宙開発を民間に広報するためのビデオ制作なども行った。

空軍開拓者クラブ協会 (Air Force Association Explorers Club)、アメリカ宇宙飛行士協会、宇宙探検家協会の会員であった。

### 作家としての経歴
1991年、「宇宙ではどうやって風呂に入るのか？ (How Do You Go to the Bathroom in Space?)」を上梓し、一般からの270の質問に答えた。1992年にはベン・ボーヴァ (Ben Bova) と、空想科学小説「トライコンの詐欺 (The Trikon Deception)」を共著した。
2003年、アポジー・ブックス (Apogee Books) 社から「宇宙の雑学 (Space Trivia)」を出版し、マーキュリー計画時代からスペースシャトルおよび国際宇宙ステーション時代に至るまでの宇宙開発に関する様々な質問に答えた。2011年には自伝「だがそれは、天の恵みのために—ある飛行家であり、宇宙飛行士である者の自伝 (But for the Grace of God: An Autobiography of an Aviator and Astronaut)」をソアー・ウィズ・イーグルス社 (Soar with Eagles) 社から著した。

## 死去
2014年3月3日、フロリダ州ココアビーチの自宅で逝去した。享年84。最後を看取ったのは三番目の妻であるティナ (Tina) であった。最初の妻との間には3人、二番目の妻との間には4人の子を儲けた。

## 表彰
- NASA功労賞 (1974年)、JSC特別功労賞 (1970年)
- エア・メダル、空軍勲章、国防勲章。また空軍特別賞 (サンダーバードの隊員時代に受賞)
- 空軍特別功労勲章および宇宙飛行士階級章 (1974年)
- シカゴ市金メダル (1974年)
- 1973年度ロバート・J・コリアー (Robert J. Collier) 賞 (1974年)
- ニューヨーク市金メダル (1974年)
- 1975年度ロバート・ゴダード博士賞 (1975年)
- 1974年度国際航空連盟アンリ・デラボー (De la Vaulx) 勲章 (1975年)
- 1974年度トーマス・D・ホワイト空軍大将賞 (1975年)
- オクラホマ州立大学芸術科学学会会員 (1975年)
- 1974年度AIAA宇宙飛行賞 (1975年)
- 1975年アメリカ宇宙飛行協会飛行功労賞 (1976年)
- 1975年度アメリカ先住5部族栄誉殿堂
- 1980年度オクラホマ航空宇宙栄誉殿堂
- 1997年度アメリカ宇宙飛行士栄誉殿堂
- 1989年度クラレンス・ペイジ (Clarence E. Page) 記念賞 (オクラホマ航空宇宙博物館)

オクラホマ州サンドスプリングの空港は、ポーグを記念して「ウィリアム・R・ポーグ地方空港」と命名された。

## 参照
1. ↑  NASA Biographical Data Sheet
2. ↑  William Pogue's Seiko 6139 Watch Flown on Board the Skylab 4 Mission, from his Personal Collection... The First Automatic Chronograph to be Worn in Space.
3. ↑  The “Colonel Pogue” Seiko 6139, dreamchrono.com.
4. ↑  http://www.floridatoday.com/article/20140305/SPACE/303050043/NASA-astronaut-William-Pogue-84-dies?nclick_check=1
5. ↑  Sand Springs native, Skylab astronaut Bill Pogue dies at 84
6. ↑  Pearlman, Robert. “Skylab astronaut William Pogue dies at 84”.   collectSPACE. 2014年3月5日閲覧。